# Pilot Point (Texas)
Pilot Point è un centro abitato degli Stati Uniti d'America, situato nella contea di Denton dello Stato del Texas.
La popolazione era di 3.856 persone al censimento del 2010.

## Geografia fisica
Pilot Point è situata a 33°23′47″N 96°57′31″W (33.396350, -96.958719).
Secondo lo United States Census Bureau, ha un'area totale di 3,4 miglia quadrate (8,7 km²).

## Società

### Evoluzione demografica
Secondo il censimento del 2000, c'erano 3.538 persone, 1.205 nuclei familiari e 885 famiglie residenti nella città. La densità di popolazione era di 1.160,7 persone per miglio quadrato (447,9/km²). C'erano 1.283 unità abitative a una densità media di 420,9 per miglio quadrato (162,4/km²). La composizione etnica della città era formata dall'83,15% di bianchi, il 4,64% di afroamericani, lo 0,93% di nativi americani, lo 0,17% di asiatici, l'8,88% di altre razze, e il 2,23% di due o più etnie. Ispanici o latinos di qualunque razza erano il 14,92% della popolazione.
C'erano 1.205 nuclei familiari di cui il 41,2% aveva figli di età inferiore ai 18 anni, il 57,8% erano coppie sposate conviventi, l'11,5% aveva un capofamiglia femmina senza marito, e il 26,5% erano non-famiglie. Il 22,3% di tutti i nuclei familiari erano individuali e l'8,6% aveva componenti con un'età di 65 anni o più che vivevano da soli. Il numero di componenti medio di un nucleo familiare era di 2,84 e quello di una famiglia era di 3,33.
La popolazione era composta dal 29,9% di persone sotto i 18 anni, il 9,0% di persone dai 18 ai 24 anni, il 31,0% di persone dai 25 ai 44 anni, il 17,7% di persone dai 45 ai 64 anni, e il 12,5% di persone di 65 anni o più. L'età media era di 32 anni.
Il reddito medio di un nucleo familiare era di 42.212 dollari, e quello di una famiglia era di 47.097 dollari. I maschi avevano un reddito medio di 31.981 dollari contro i 24.531 dollari delle femmine. Il reddito pro capite era di 18.248 dollari. Circa l'8,6% delle famiglie e l'11,2% della popolazione erano sotto la soglia di povertà, incluso il 16,2% di persone sotto i 18 anni e il 9,8% di persone di 65 anni o più.